# Ogólnokształcąca szkoła muzyczna I stopnia
Ogólnokształcąca szkoła muzyczna I stopnia – typ szkoły artystycznej w Polsce o sześcioletnim (a od 1 września 2017 - ośmioletnim) cyklu kształcenia, dającej podstawy wykształcenia muzycznego oraz wykształcenie ogólne w zakresie szkoły podstawowej. Może być szkołą publiczną lub niepubliczną.